# Castelul Ogrodzieniec
Castelul Ogrodzieniec - ruinele castelului situată pe Cracovia-Czestochowa Jura, în satul Podzamcze în voievodatul Silezia, în powiatul Zawiercie, la doar 10 km de Zawiercie.

## Istorie
Castelul a fost construit în secolele XIV-XV. În secolul al șaisprezecelea a fost reconstruit. In 1655 a fost distrus în timpul războiului cu Suedia.

## Galerie de imagini

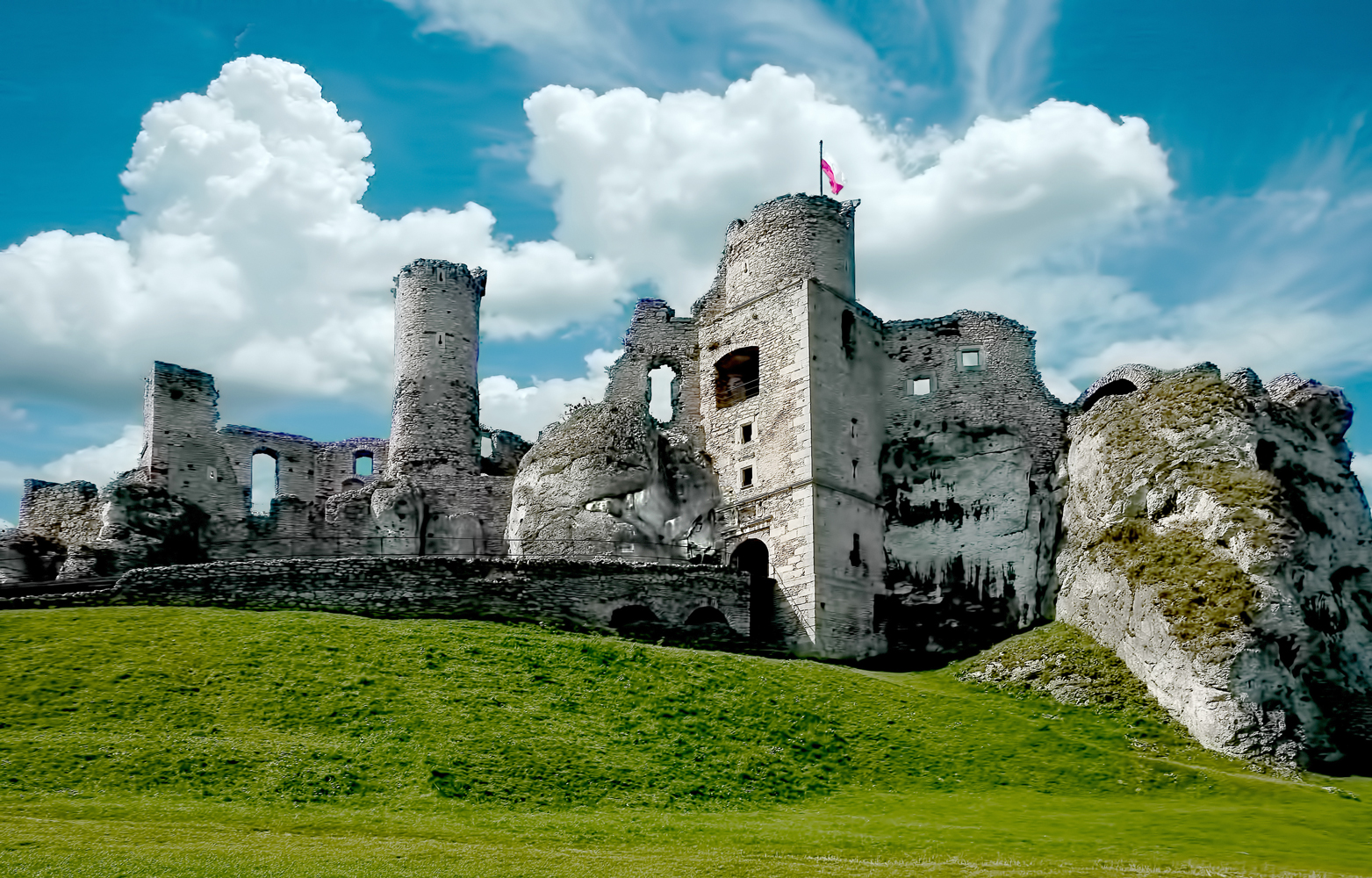
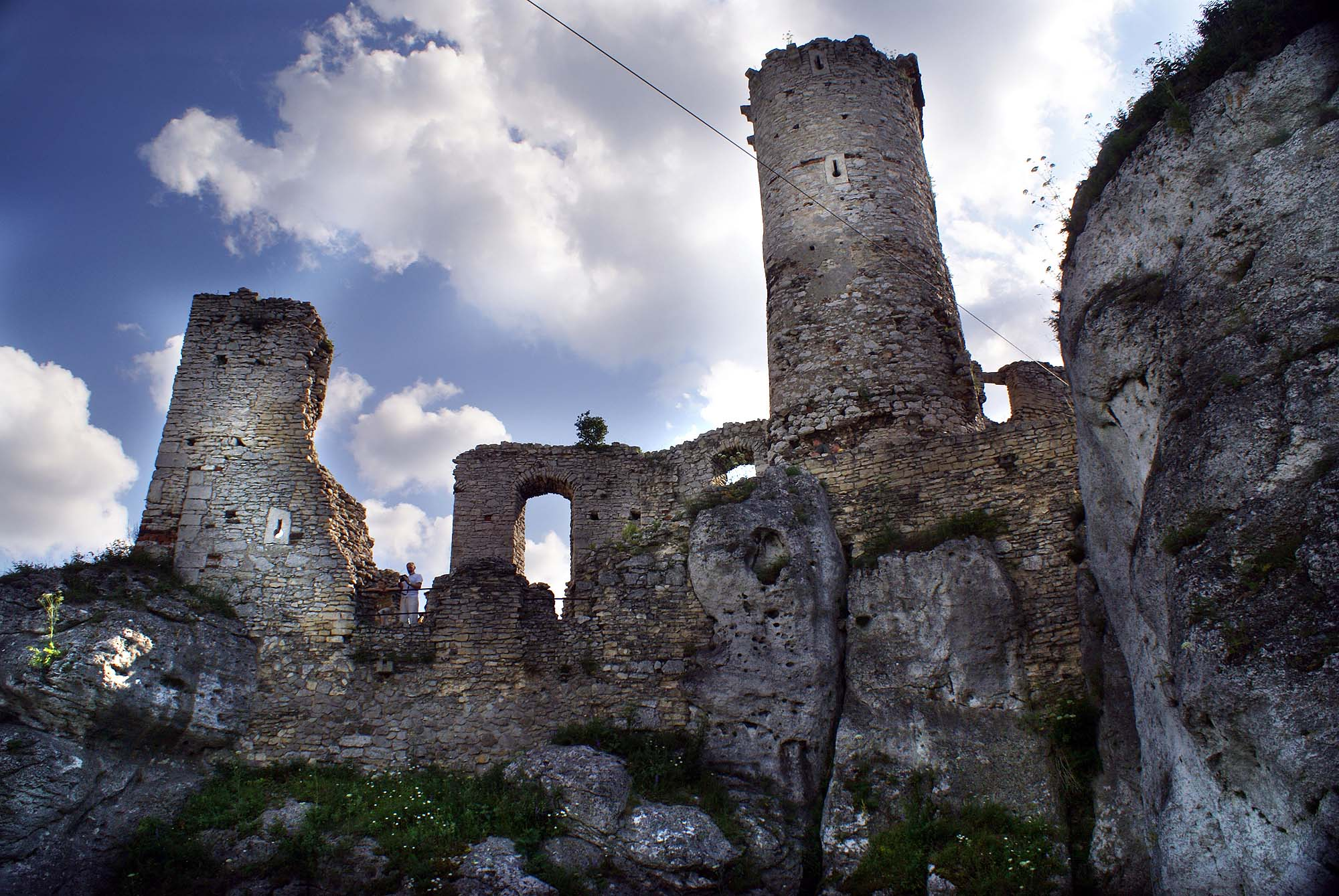
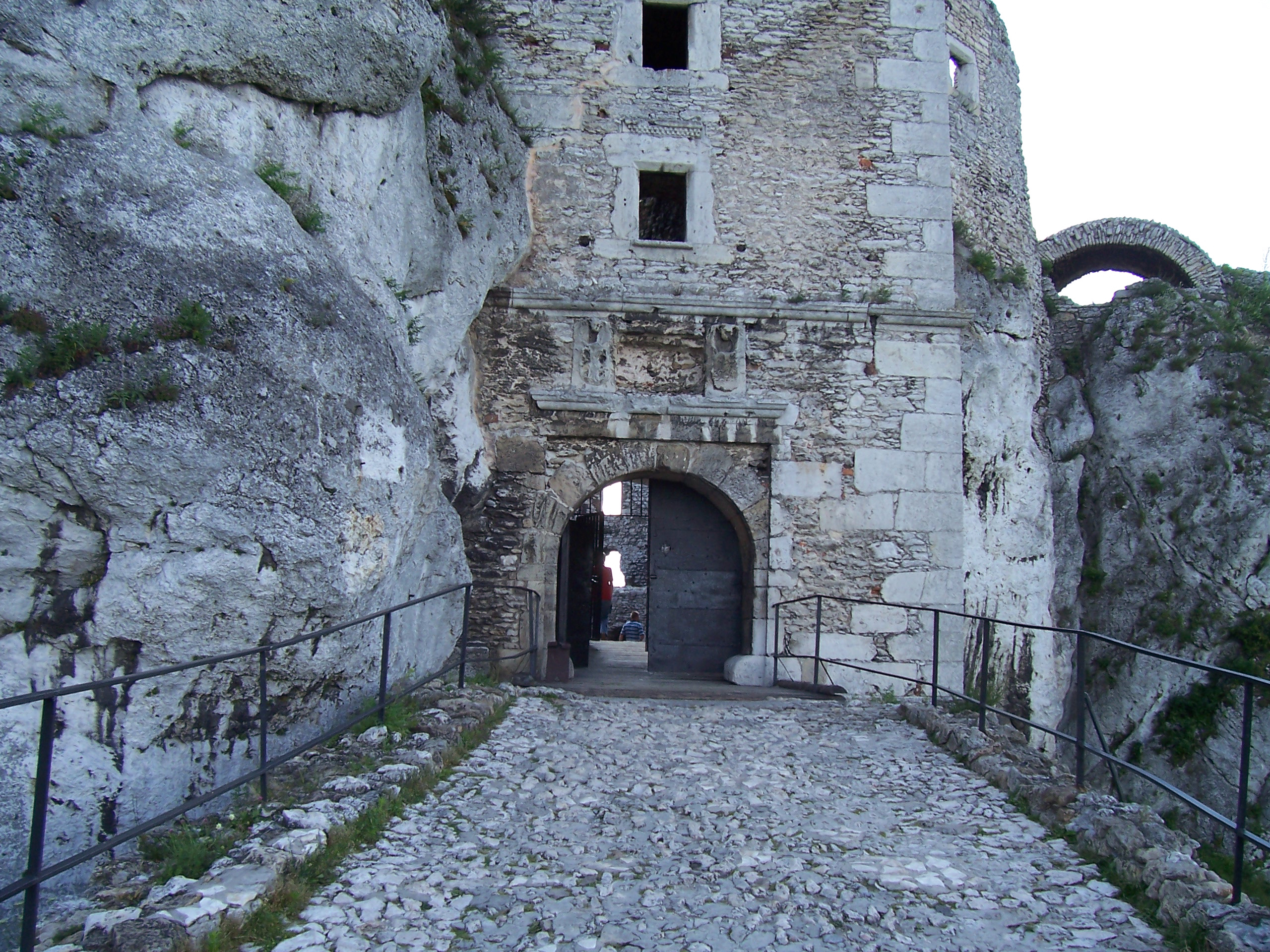
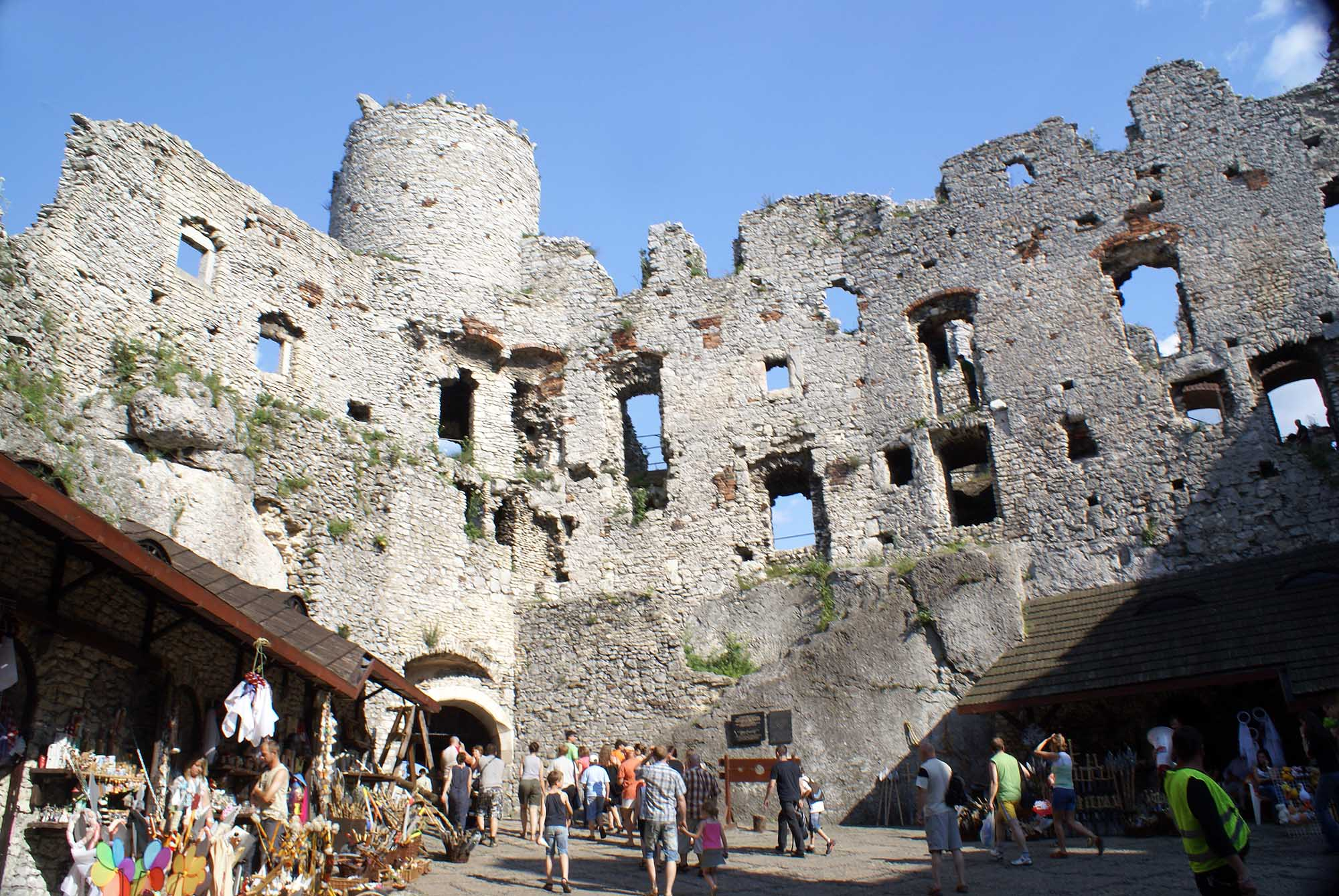
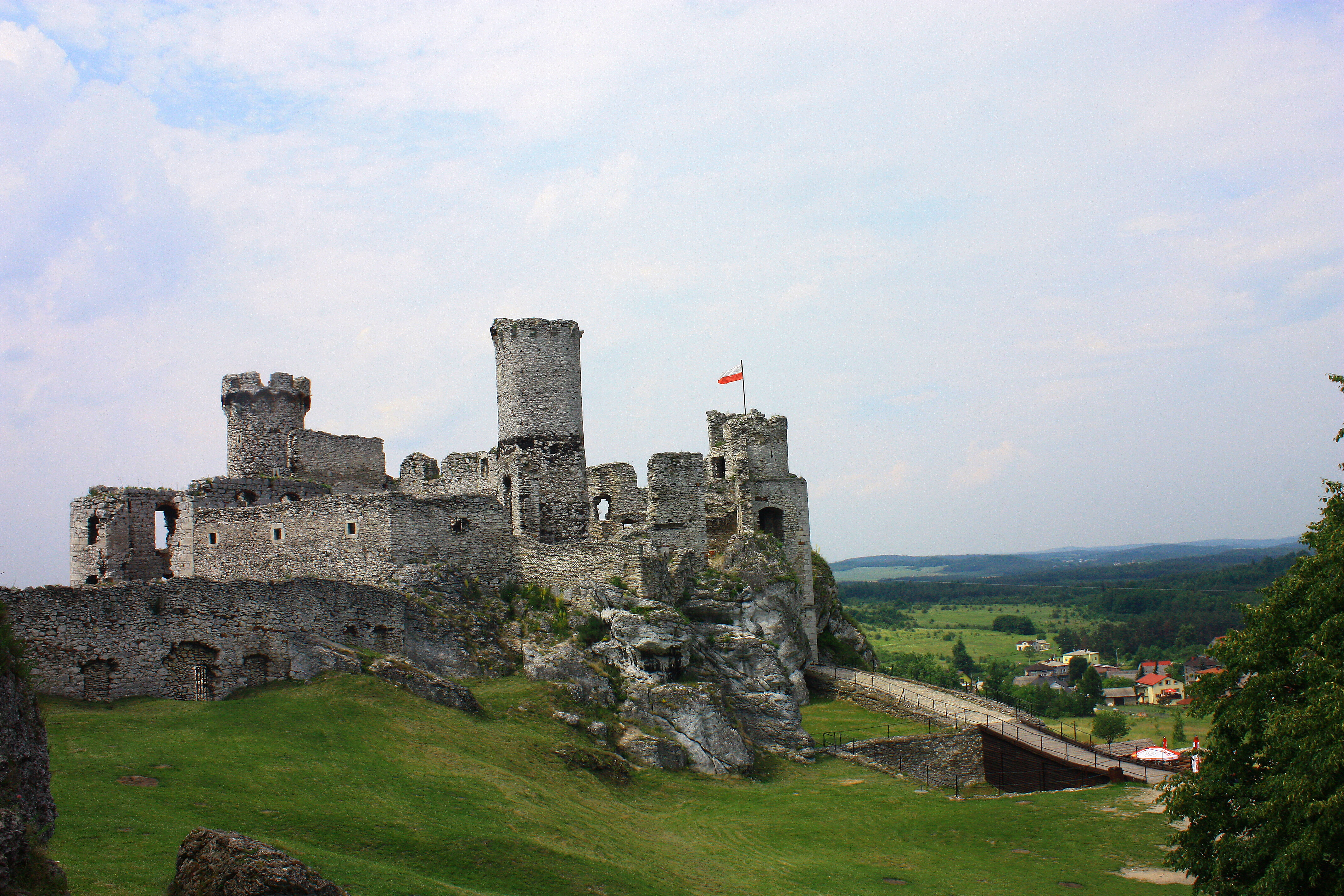